# Atracis metcalfi
Atracis metcalfi är en insektsart som beskrevs av O'brien 1987. Atracis metcalfi ingår i släktet Atracis och familjen Flatidae. Inga underarter finns listade i Catalogue of Life.